# Trichopoda incognita
Trichopoda incognita är en tvåvingeart som först beskrevs av Blanchard 1966.  Trichopoda incognita ingår i släktet Trichopoda och familjen parasitflugor. Inga underarter finns listade i Catalogue of Life.